# Mistrzostwa Europy w Lekkoatletyce 1958 – bieg na 200 m kobiet

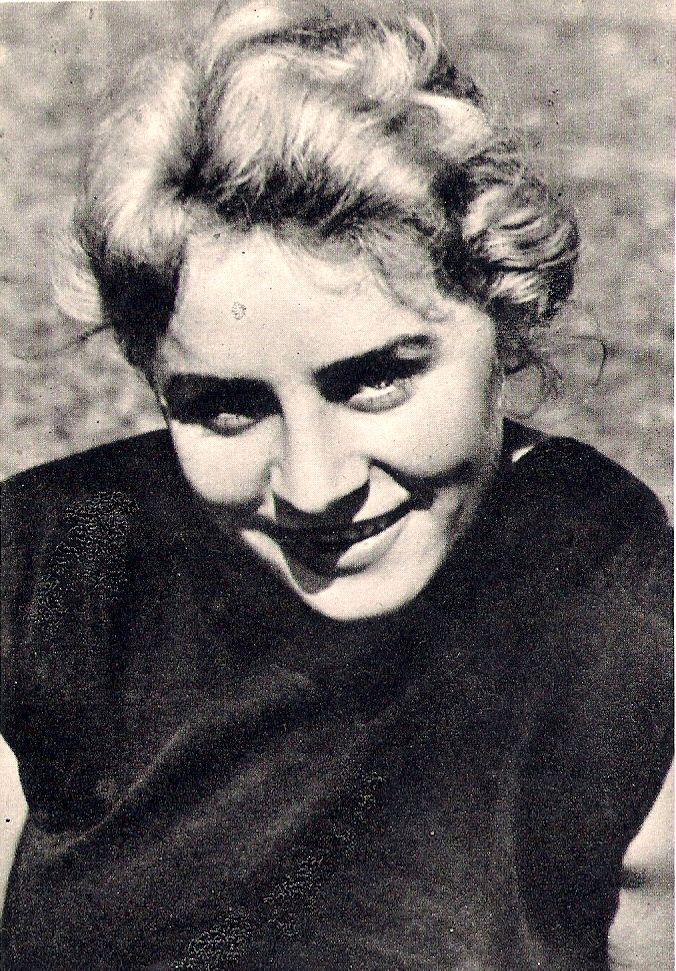
Barbara Janiszewska

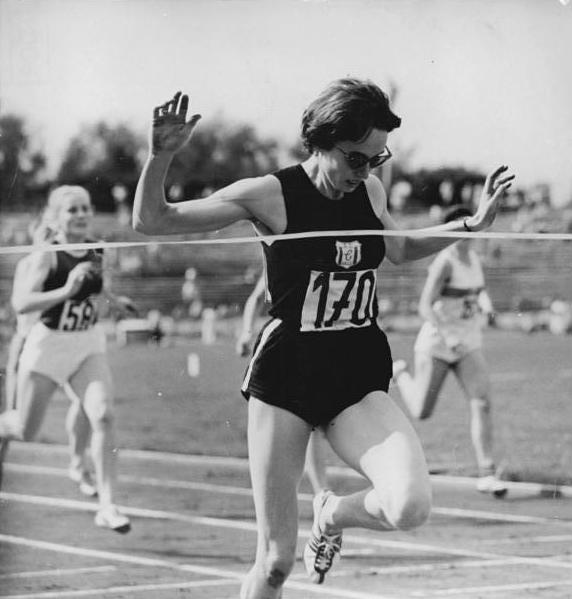
Hannelore Sadau

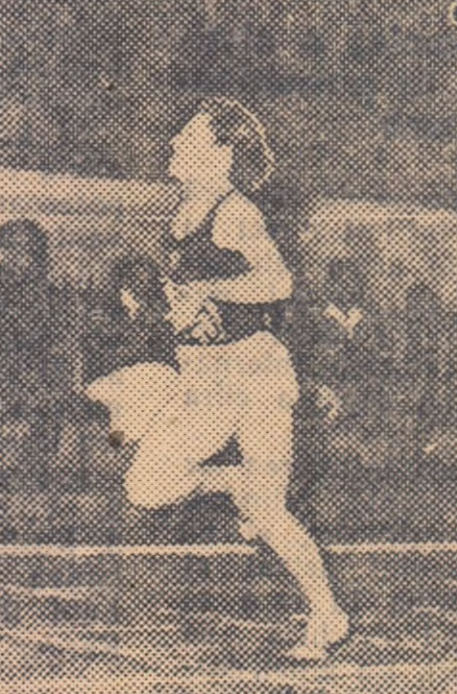
Marija Itkina

Bieg na dystansie 200 metrów kobiet był jedną z konkurencji rozgrywanych podczas VI Mistrzostw Europy w Sztokholmie. Biegi eliminacyjne i półfinałowe zostały rozegrane 22 sierpnia, a bieg finałowy 23 sierpnia 1958 roku. Zwyciężczynią tej konkurencji została Barbara Janiszewska. W rywalizacji wzięło udział dwadzieścia sześć zawodniczek z piętnastu reprezentacji.

## Rekordy
| Rekord świata     | Betty Cuthbert (AUS)         | 23,2 | Sydney, Australia  | 16.09.1956 |
| Rekord Europy     | Marija Itkina (SUN)          | 23,4 | Taszkent, ZSRR     | 14.10.1956 |
| Rekord mistrzostw | Stanisława Walasiewicz (POL) | 23,8 | Wiedeń, III Rzesza | 18.09.1938 |

## Wyniki

### Eliminacje
Bieg 1
| Miejsce | Zawodniczka     | Czas | Uwagi |
| ------- | --------------- | ---- | ----- |
| 1       | Marija Itkina   | 24,7 | Q     |
| 2       | Nannie Haase    | 25,0 | Q     |
| 3       | Letizia Bertoni | 25,1 | Q     |
| 4       | Friedl Murauer  | 25,4 |       |
| 5       | Alice Merz      | 27,0 |       |

Bieg 2
| Miejsce | Zawodniczka        | Czas | Uwagi |
| ------- | ------------------ | ---- | ----- |
| 1       | Christa Stubnick   | 24,2 | Q     |
| 2       | Celina Jesionowska | 24,5 | Q     |
| 3       | Maria van Kuik     | 24,8 | Q     |
| 4       | Danila Costa       | 25,2 |       |

Bieg 3
| Miejsce | Zawodniczka         | Czas | Uwagi |
| ------- | ------------------- | ---- | ----- |
| 1       | Barbara Janiszewska | 24,4 | Q     |
| 2       | Claire Dew          | 24,7 | Q     |
| 3       | Olga Šikovec        | 25,1 | Q     |
| 4       | Vivi Markussen      | 25,4 |       |

Bieg 4
| Miejsce | Zawodniczka   | Czas | Uwagi |
| ------- | ------------- | ---- | ----- |
| 1       | June Paul     | 24,2 | Q     |
| 2       | Inge Fuhrmann | 24,7 | Q     |
| 3.      | Linda Kepp    | 25,0 | Q     |
| 4       | Alice Fischer | 26,0 |       |

Bieg 5
| Miejsce | Zawodniczka          | Czas | Uwagi |
| ------- | -------------------- | ---- | ----- |
| 1       | Hannelore Sadau      | 24,1 | Q     |
| 2       | Wiera Zabielina      | 24,3 | Q     |
| 3       | Ulla-Britt Johansson | 25,3 | Q     |
| 4       | Elżbieta Ćmok        | 25,5 |       |
| 5       | Angèle Picado        | 25,6 |       |

Bieg 6
| Miejsce | Zawodniczka       | Czas | Uwagi |
| ------- | ----------------- | ---- | ----- |
| 1       | Johanna Bloemhof  | 24,5 | Q     |
| 2       | Micheline Fluchot | 24,9 | Q     |
| 3       | Ida Németh        | 25,9 | Q     |
| 4       | Stella Musuri     | 26,3 |       |

### Półfinały
Półfinał 1
| Miejsce | Zawodniczka      | Czas  | Uwagi |
| ------- | ---------------- | ----- | ----- |
| 1       | June Paul        | 24,0  | Q     |
| 2       | Hannelore Sadau  | 24,1  | Q     |
| 3       | Johanna Bloemhof | 24,57 |       |
| 4       | Letizia Bertoni  | 24,8  |       |
| 5       | Ida Németh       | 25,5  |       |
| –       | Linda Kepp       | DNS   |       |

Półfinał 2
| Miejsce | Zawodniczka        | Czas | Uwagi |
| ------- | ------------------ | ---- | ----- |
| 1       | Christa Stubnick   | 24,2 | Q     |
| 2       | Wiera Zabielina    | 24,4 | Q     |
| 3       | Celina Jesionowska | 24,8 |       |
| 4       | Micheline Fluchot  | 25,0 |       |
| 5       | Maria van Kuik     | 25,1 |       |
| 6       | Olga Šikovec       | 25,1 |       |

Półfinał 3
| Miejsce | Zawodniczka          | Czas | Uwagi |
| ------- | -------------------- | ---- | ----- |
| 1       | Barbara Janiszewska  | 24,1 | Q     |
| 2       | Marija Itkina        | 24,2 | Q     |
| 3       | Inge Fuhrmann        | 24,8 |       |
| 4       | Claire Dew           | 24,9 |       |
| 5       | Nannie Haase         | 24,9 |       |
| 6       | Ulla-Britt Johansson | 25,2 |       |

### Finał
| Miejsce | Zawodniczka         | Czas |
| ------- | ------------------- | ---- |
| 1       | Barbara Janiszewska | 24,1 |
| 2       | Hannelore Sadau     | 24,3 |
| 3       | Marija Itkina       | 24,3 |
| 4       | Wiera Zabielina     | 24,6 |
| 5       | Christa Stubnick    | 25,7 |
| –       | June Paul           | DNF  |